# Prangli (prowincja Põlva)
Prangli – wieś w Estonii, w prowincji Põlva, w gminie Kõlleste.